# Prix DHL de l'arrêt au stand le plus rapide
 (octobre 2023).
Le prix DHL de l'arrêt au stand le plus rapide (officiellement en anglais DHL Fastest Pit Stop Award) est une récompense décernée chaque saison en Formule 1 depuis 2015 par DHL à l'équipe ayant effectué le plus d'arrêts au stand le plus rapide sur chaque Grand Prix de la saison.
Depuis 2017, un système par points inspiré du championnat du monde des pilotes et du championnat du monde des constructeurs détermine le vainqueur. Le constructeur qui effectue l'arrêt au stand le plus rapide d'un Grand Prix marque 25 points, la deuxième équipe la plus rapide obtient 18 points et la troisième équipe la plus rapide 15. 
La cérémonie de remise du prix a lieu lors de la dernière manche de la saison,. 
Le prix a été remporté par quatre équipes différentes au cours des sept années où il a été décerné. Le prix est actuellement détenu par Red Bull Racing.

## Histoire

### De 2015 à 2017
La Scuderia Ferrari a remporté le premier en 2015 en ayant inscrit sept arrêts aux stands les plus rapides sur les 19 manches de la saison, suivie par Red Bull et Mercedes avec quatre chacun. Ferrari a enregistré les arrêts aux stands les plus rapides en Malaisie, à Bahreïn, en Espagne, à Monaco, au Japon, en Russie et au Mexique. Le temps d'arrêt au stand le plus rapide de 2,2 secondes a été réalisé lors de la course du Grand Prix d'Espagne. La cérémonie de remise des prix a eu lieu lors de la finale de la saison à Abou Dabi.
En 2016, Williams réalise neuf arrêts aux stands consécutifs les plus rapides dès le début de la saison, le plus rapide jusqu'à présent étant fixé à 1,92 seconde (Grand Prix d'Europe 2016). Williams réalise 5 autres arrêts les plus rapides en Allemagne, en Belgique, en Malaisie, au Japon et au Mexique, et remporte donc le prix de la saison.

### Depuis 2017
Depuis 2017, un système par points inspiré du championnat du monde des pilotes et du championnat du monde des constructeurs détermine le vainqueur. Le constructeur qui effectue l'arrêt au stand le plus rapide d'un Grand Prix marque 25 points, la deuxième équipe la plus rapide obtient 18 points et la troisième équipe la plus rapide 15,. 
En 2023, lors du Grand Prix du Qatar, McLaren bat le record historique de l'arrêt le plus rapide avec Lando Norris, au vingt-septième tour, effectué en 1 s 80. Le record était jusqu'alors détenu par Red Bull avec l'arrêt de Max Verstappen effectué en 1 s 82 au Grand Prix du Brésil 2019.

## Gagnants
|      | Nationalité     | Constructeur | Châssis                       | Nbr. | Points | Marge | Réf    |
| ---- | --------------- | ------------ | ----------------------------- | ---- | ------ | ----- | ------ |
| 2015 | Italie          | Ferrari      | Ferrari SF15-T                | 7    |        |       | [ 8 ]  |
| 2016 | Grande-Bretagne | Williams     | Williams FW38                 | 14   | [ 9 ]  |       |        |
| 2017 | Allemagne       | Mercedes     | Mercedes AMG F1 W08 EQ Power+ | 6    | 472    | 30    | [ 10 ] |
| 2018 | Autriche        | Red Bull     | Red Bull Racing RB14          | 5    | 466    | 63    | [ 11 ] |
| 2019 | Autriche        | Red Bull     | Red Bull Racing RB15          | 9    | 504    | 65    | [ 12 ] |
| 2020 | Autriche        | Red Bull     | Red Bull Racing RB16          | 15   | 555    | 291   | [ 13 ] |
| 2021 | Autriche        | Red Bull     | Red Bull Racing RB16B         | 13   | 569    | 252   | [ 14 ] |
| 2022 | Autriche        | Red Bull     | Red Bull Racing RB18          | 10   | 536    | 107   | [ 15 ] |

## Statistiques
| Victoires | Écurie   | Saisons                      |
| --------- | -------- | ---------------------------- |
| 5         | Red Bull | 2018, 2019, 2020, 2021, 2022 |
| 1         | Ferrari  | 2015                         |
| 1         | Williams | 2016                         |
| 1         | Mercedes | 2017                         |

| Pays            | Victoires | Équipes |
| --------------- | --------- | ------- |
| Autriche        | 5         | 1       |
| Italie          | 1         | 1       |
| Allemagne       | 1         | 1       |
| Grande-Bretagne | 1         | 1       |